# قلعه شامبلی

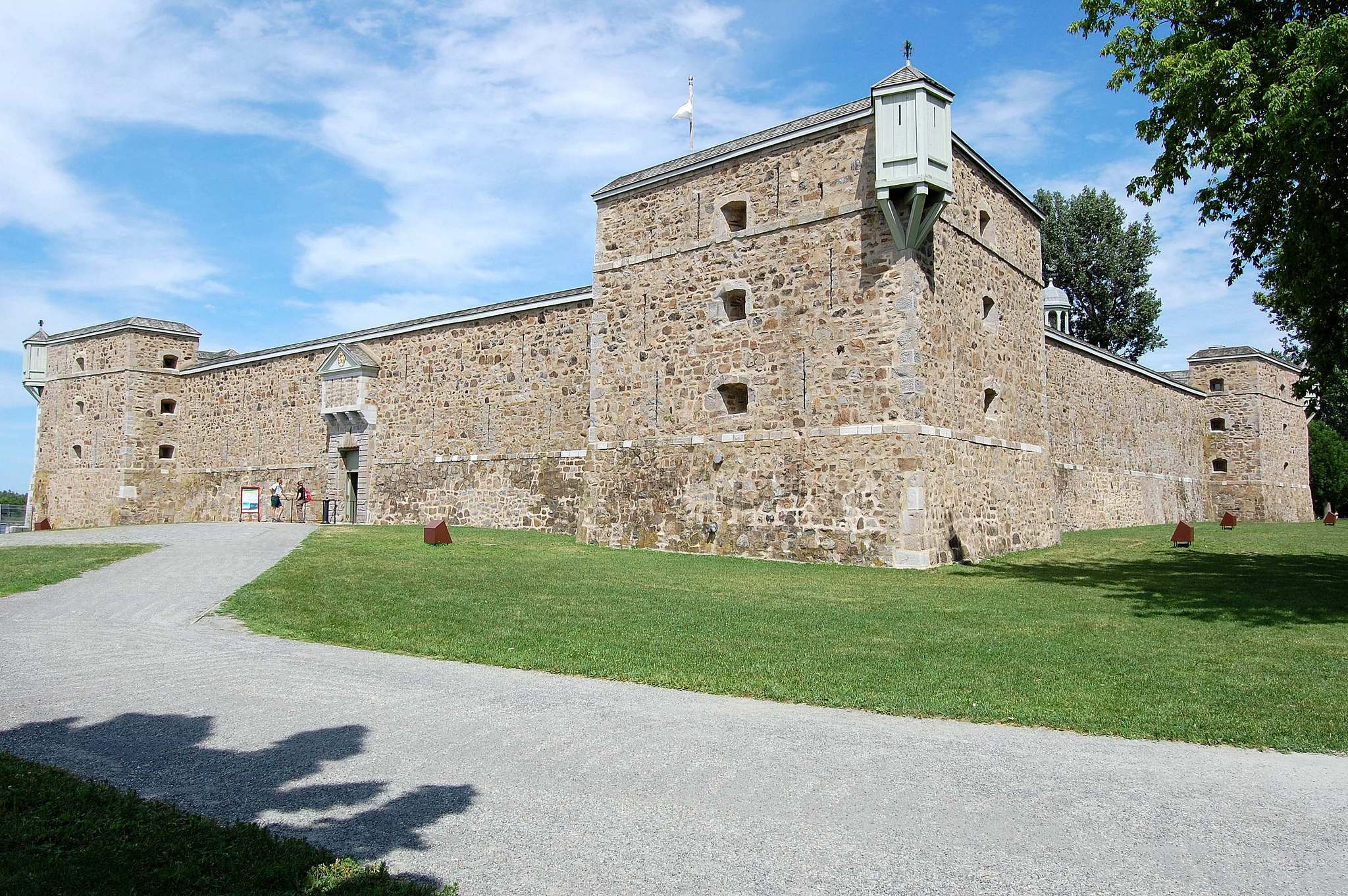
تصویری از قلعه شامبلی

قلعه شامبلی (به انگلیسی: Fort Chambly) دژی تاریخی در منطقه شهرستانی لا واله-دو-ریشلیو در استان کبک کانادا است که به عنوان یک مکان تاریخی ملی کانادا شناخته شده است. این قلعه که پیش‌تر به نام قلعه سن لویی معروف بود، بخشی از مجموعه‌ای پنج‌گانه از استحکامات نظامی بود که در امتداد رودخانه ریشلیو ساخته شدند تا از مسافران رودخانه در برابر حملات بومیان ایروکوا محافظت کنند. این منطقه به طور غیررسمی به «دره قلعه‌ها» شهرت دارد.
قلعه شامبلی در پایین آبشارهای شامبلی بر روی رود ریشلیو در کبک کانادا واقع شده و در سال ۱۷۱۱ توسط فرانسویان ساخته شد. این قلعه، سومین و آخرین دژی بود که در این مکان بنا شد. نخستین قلعه - که در آن زمان قلعه سن لویی نامیده می‌شد - در سال ۱۶۶۵ توسط کاپیتان ژاک دو شامبلی برای محافظت از فرانسه نو (مستعمره فرانسه در آمریکای شمالی) در برابر حملات ایروکوا ساخته شد.
پس از تعمیرات جزئی، قلعه در سال ۱۷۰۲ توسط بومیان به آتش کشیده شد، اما همان سال بازسازی گردید. در آن زمان، این استحکام به قلعه شامبلی معروف شده بود. با این حال، پس از پیمان صلح بزرگ مونترال در سال ۱۷۰۱، جنگ میان فرانسویان و ایروکوا به پایان رسید. همزمان، جنگ جانشینی اسپانیا آغاز شد و به مستعمرات فرانسه و انگلستان نیز سرایت کرد. بنابراین، برای دفاع در برابر حملات قدرتمندتر اروپایی، از جمله تهدید آتش توپخانه، فرماندار فیلیپ دو ریگو وودروی دستور داد تا قلعه در سال ۱۷۰۹ از سنگ بازسازی شود. مهندس مسئول طراحی و ساخت قلعه جدید، ژوزوئه بوآبرتلو دو بوکور بود. او همچنین بر بهسازی‌های عمده‌ای که بین سال‌های ۱۷۱۸ تا ۱۷۲۰ در قلعه انجام شد، نظارت داشت؛ اصلاحاتی که به اعتقاد او، قدرت دفاعی قلعه را به میزان قابل توجهی افزایش می‌داد.
برای سال‌های متمادی، قلعه شامبلی مهم‌ترین پایگاه زنجیره دفاعی استحکامات در امتداد رودخانه ریشلیو بود که آسان‌ترین مسیر نفوذ به نیو فرانس محسوب می‌شد. با این حال، پس از ساخت قلعه سن فردریک (۱۷۳۱) و قلعه سن ژان (۱۷۴۸) در جنوب، قلعه شامبلی بخش عمده‌ای از کارکرد دفاعی خود را از دست داد و به انباری و محل تجمع سربازان تبدیل شد، هرچند هرگز به طور کامل رها نشد. با آغاز جنگ هفت ساله، قلعه شامبلی یک بار دیگر مستحکم و بازسازی شد، اگرچه نتوانست مانع پیشروی بریتانیایی‌ها به سمت مونترال و کبک سیتی شود.
ساختار سنگی مستحکمی که امروزه همچنان پابرجاست، در آگوست ۱۷۶۰ طی عملیات نظامی مونترال در جریان جنگ فرانسویان و سرخپوستان، به دست بریتانیایی‌ها افتاد.
در ۲۰ اکتبر ۱۷۷۵، در جریان تهاجم آمریکایی‌ها به کانادا (۱۷۷۵-۱۷۷۶)، نیروهای آمریکایی قلعه را تصرف کردند و تا بهار ۱۷۷۶ آن را در اختیار داشتند. سپس هنگام عقب‌نشینی به سمت جنوب و قلعه تایکوندروگا، قلعه را تخلیه و به آتش کشیدند. متعاقباً، اسرای جنگی از ارتش قاره‌ای، از جمله سرهنگ ویلیام استیسی، تا پایان جنگ انقلاب آمریکا در قلعه شامبلی نگهداری شدند.
در طول اشغال قلعه، اولین هنگ کانادایی توسط جیمز لیوینگستون برای حمایت از تلاش‌های استعماری در جنگ انقلاب آمریکا در جریان تهاجم به کبک تشکیل شد. لیوینگستون از سپتامبر ۱۷۷۵ شروع به جذب نیرو از شامبلی کبک کرد، اما تشکیل رسمی هنگ توسط ریچارد مونتگومری در ۲۰ نوامبر ۱۷۷۵ صورت گرفت و در ۸ ژانویه ۱۷۷۶ مورد تأیید دومین کنگره قاره‌ای قرار گرفت. این هنگ که هرگز به اندازه مجاز خود یعنی ۱۰۰۰ نفر نرسید، عمدتاً در صحنه نبرد کانادا و نیویورک فعالیت داشت و در ۱ ژانویه ۱۷۸۱ منحل شد.
پس از حملات فنیان در دهه ۱۸۶۰، که طی آن قلعه مجدداً مورد استفاده قرار گرفت، اجازه داده شد تا به تدریج ویران شود. در سال ۱۸۸۱، یکی از شهروندان شامبلی به نام ژوزف-اکتاو دیون، شخصاً اقدام به تعمیر و بازسازی این مکان کرد. در قرن بیستم، دولت کانادا ارزش فرهنگی و تاریخی قلعه شامبلی را به رسمیت شناخت و نگهداری از آن را بر عهده گرفت. بین سال‌های ۱۹۶۵ تا ۱۹۸۵ کاوش‌های باستان‌شناسی گسترده‌ای در این محل انجام شد و امروزه نسخه‌ای کاملاً بازسازی شده از آخرین مرحله قلعه شامبلی (۱۷۱۸-۱۷۲۰) توسط سازمان پارک‌های کانادا نگهداری می‌شود و به عنوان مکان تاریخی ملی قلعه شامبلی کانادا برای بازدید عموم باز است.